# Atbasar
Atbasar (kaz. i ros.: Атбасар) – miasto w północnym Kazachstanie, w obwodzie akmolskim, nad rzeką Żabaj, siedziba administracyjna rejonu Atbasar. Na początku 2021 roku liczyło 28 402 mieszkańców. Centrum regionu rolniczego oraz ośrodek przemysłu spożywczego, elektromaszynowego i materiałów budowlanych.
Miejscowość została założona w 1846 roku jako stanica kozacka.
W przeszłości miasto było centralną stacją kolei wąskotorowej do Krasnoznamenskiej i Tachtabrodu.